# ミュニシパリティ・オブ・モスマン
ミュニシパリティ・オブ・モスマン（Municipality of Mosman）は、オーストラリア・ニューサウスウェールズ州の地方公共団体。シドニー湾口に程近く、湾の北岸に位置する。

## 概要
シドニーCBDより北8キロメートルに位置する。メトロード10号線（en）を域内が縦貫する。市域の北・東・南は海に面し、北は、メトロード10号線に架かるスピット橋（en）を介して、マンリー・カウンシルのシーフォースと接続している。
市域の西部は、ノース・シドニー・カウンシルに属するサバーブであるニュートラル・ベイ（en）と隣接する。サーキュラー・キーからは、フェリーが運航されている。

## 構成サバーブ
ミュニシパリティ・オブ・モスマンは、他の地方公共団体と異なり、モスマン単一のサバーブによって構成されている。

## 人口動態
2006年の国勢調査では、28,414人が居住していた。

## 議会
ミュニシパリティ・オブ・モスマンの議会は、7人によって構成される。任期は4年。市議会は1つの選挙区によって、構成され、市長は9人の議員の中から選出される。最新の議会選挙は、2012年9月8日に実施された。市長は、Serving MosmanのPeter Abelson。議会は、市議会会派Serving Mosmanが3人、無所属が3人、市議会会派Residents for Mosmanが1人議席を獲得している。